# Sansón Carrasco
El bachiller Sansón Carrasco es un personaje de la novela Don Quijote de la Mancha de Miguel de Cervantes. Hace su aparición en la segunda parte del libro (publicada en 1615), en donde resulta fundamental en el desarrollo de los acontecimientos.

## Descripción
Es amigo del protagonista principal de la novela, pero se enfrenta a él para hacerle volver en sus cabales. La primera vez que el bachiller se enfrenta a Don Quijote se le refiere tanto con el nombre de «Caballero de los Espejos» como con el de «Caballero del Bosque», incluso «Caballero de la Selva». En esta ocasión es derrotado y su móvil para vencer a Don Quijote pasa a ser el de la venganza.
El segundo enfrentamiento entre ambos tiene lugar en una playa de Barcelona, donde Sansón Carrasco se hace llamar «El Caballero de la Blanca Luna». Esta vez consigue la victoria y obliga a Don Quijote a retirarse de sus actividades inspiradas en la caballería.